# 교육용 비디오 게임
교육용 비디오 게임(educational video game)은 플레이어에게 학습 또는 훈련 가치를 제공하는 비디오 게임이다. 에듀테인먼트는 비디오 게임과 교육용 소프트웨어를 의도적으로 단일 제품으로 병합하는 것을 의미한다(따라서 때로는 어린이용 학습 소프트웨어로 설명되는 더 심각한 타이틀로 구성될 수도 있음). 여기서 사용된 좁은 의미에서 이 용어는 주로 엔터테인먼트에 관한 것이지만 교육도 하는 경향이 있고 부분적으로 교육이라는 우산 아래서 자체적으로 판매되는 교육용 소프트웨어를 의미한다. 일반적으로 이러한 종류의 소프트웨어는 학교 교육과정에 맞게 구성되지 않으며 교육 고문을 포함하지 않는다.
교육용 비디오 게임은 핵심 수업, 읽기 및 새로운 기술을 전달하려는 교사를 위한 학교 커리큘럼에서 중요한 역할을 한다. 교육의 게임화를 통해 학습자는 학습에 적극적으로 참여하고 학업 및 직업 경력에 필요한 기술 능력을 개발할 수 있다. 최근 여러 연구에 따르면 비디오 게임은 폭력적이든 아니든 아동의 학업 성취를 지원하는 지적, 정서적 기술 개발에 도움이 될 수 있는 것으로 나타났다(Chang et al., 2009). 이러한 발견으로 인해 전 세계의 교사들은 게임의 수많은 이점을 인식하고 커리큘럼에 교육용 비디오 게임 학습을 포함하게 되었다.

## 같이 보기
- 교육용 소프트웨어
- 게임 학습
- 시리어스 게임